# St. Clair (Ontario)
St. Clair to gmina (ang. township) w Kanadzie, w prowincji Ontario, w hrabstwie Lambton.
Powierzchnia St. Clair to 619,29 km².
Według danych spisu powszechnego z roku 2001 St. Clair liczy 14 659 mieszkańców (23,67 os./km²).

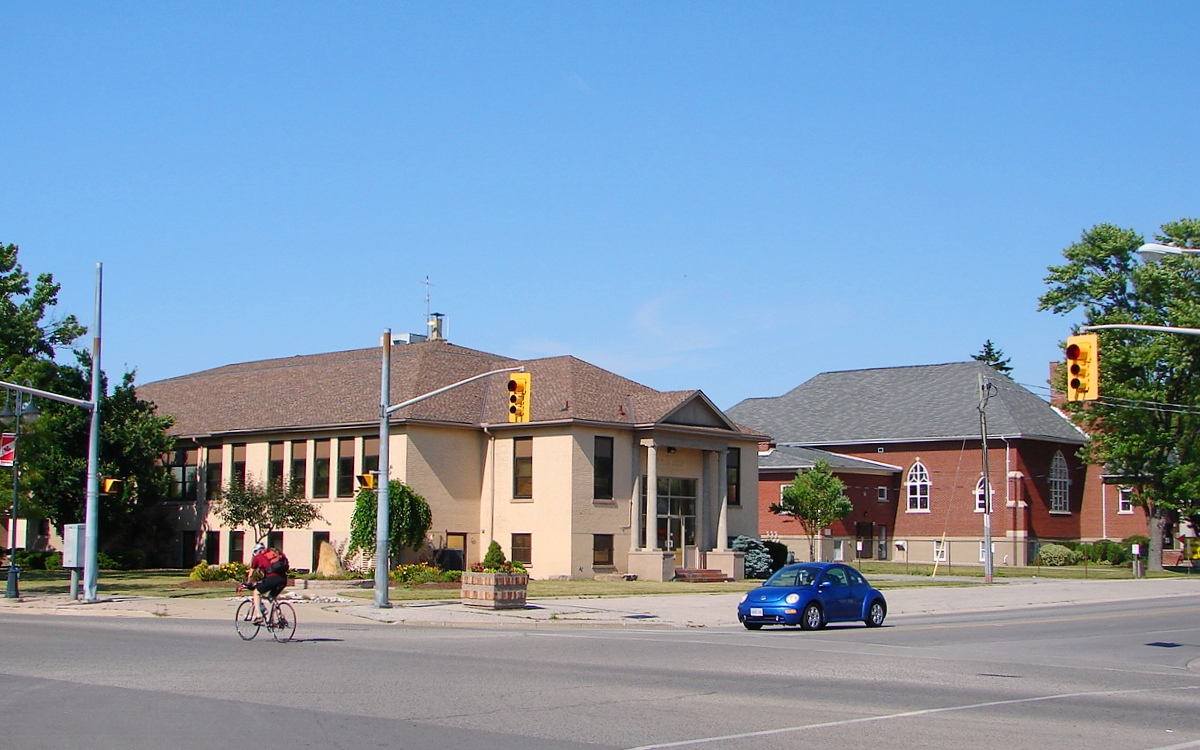
Corunna
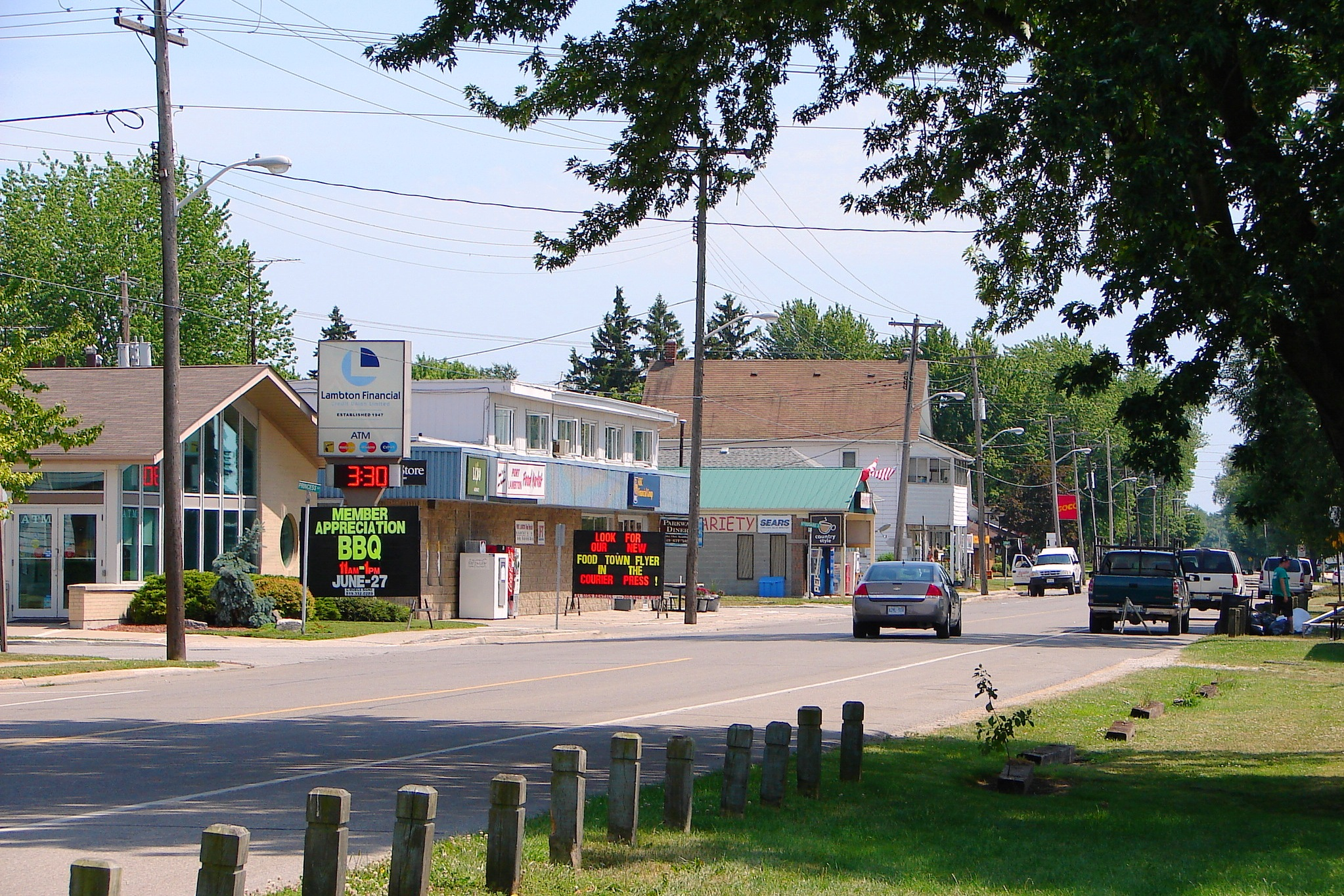
Port Lambton
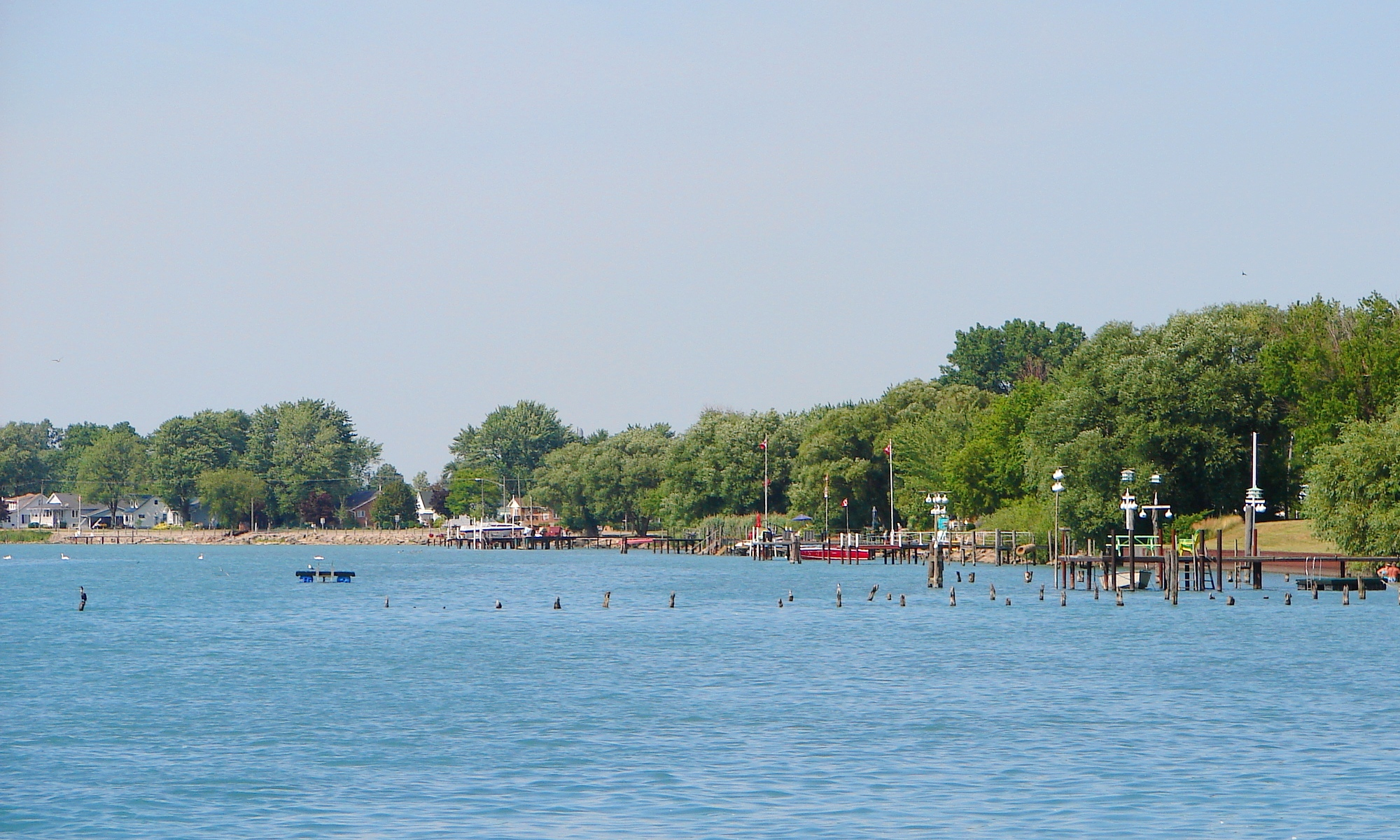
Sombra